# 光条

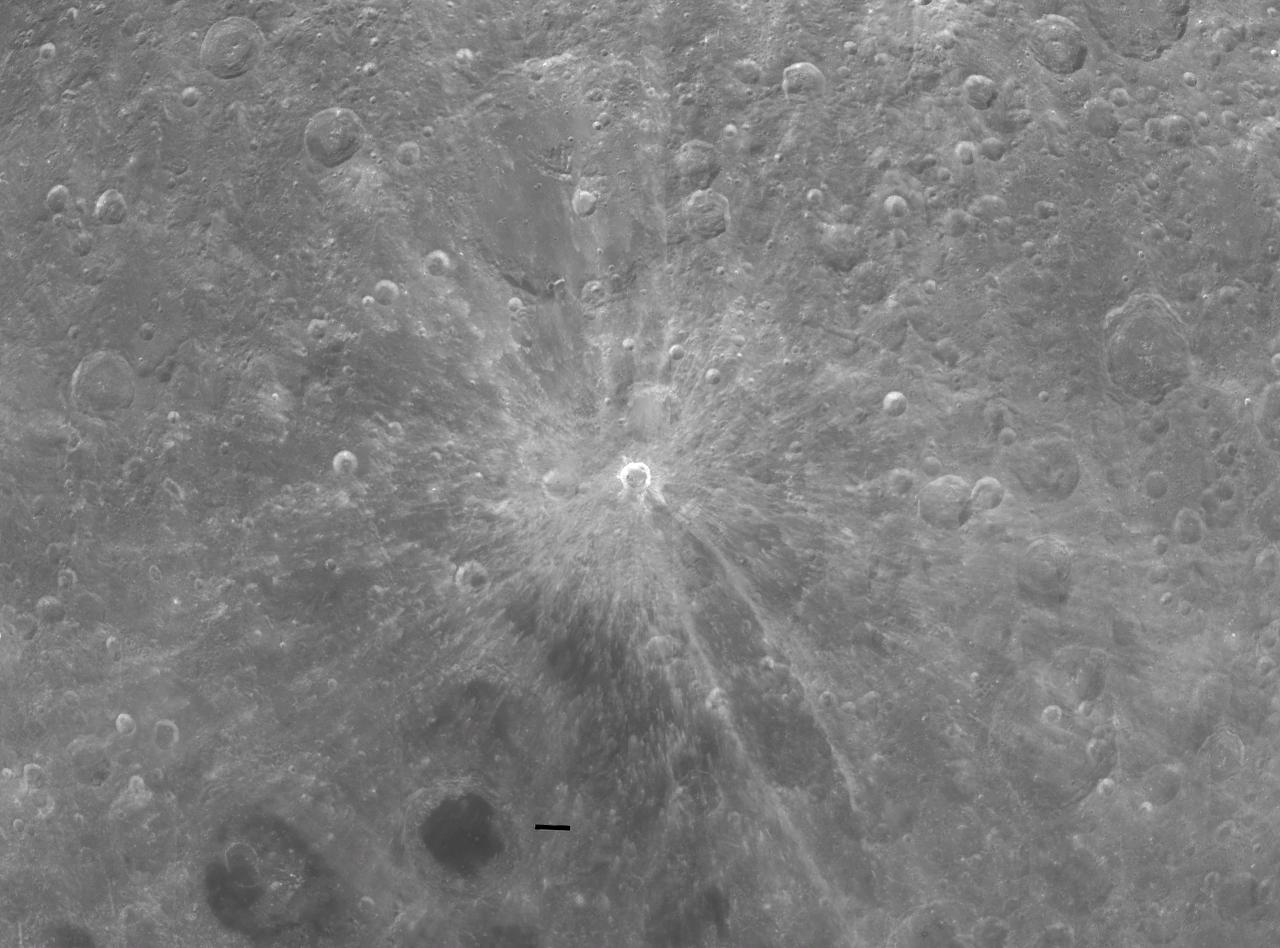
月のジョルダーノ・ブルーノ (クレーター)に見られる光条

光条（こうじょう、英語：ray system）ないし輝条（きじょう）とは、天体の表面にクレーターができる時に拡がった噴出物が、放射状の明るい筋となったものである。かつて光条は大気の無い天体にのみ存在すると考えられていたが、現在では赤外線観測衛星テミス（THEMIS）によって火星上にも発見されている（→Zunil crater）。光条を形成している物質は、光の反射率（アルベド）、組成、熱的性質において、その周囲の物質と異なっている。そのため可視領域で（場合によっては赤外領域で）輝く筋となって観測されるのである。光条はクレーターの直径の数倍まで広がり得る。光条には、噴出物の一部によって形成された小さな二次的クレーターが付随する場合がある。
目に見える光条は、その周辺よりも高い反射率を持つ場合が多いが、逆に周辺よりも著しく低い反射率を持つ噴出物も存在する。例を挙げると、月の海に噴出した玄武岩の溶岩がそれである。このような物質は天体の地表において暗い筋を作ることになる。
熱的な「光」条（周辺と温度的に異なっている筋）はテミスの赤外線観測によって火星面で発見されている。これは、特に夜間、火星面が赤外線を放射しない時に観測されやすい。
光条を成す層と別の層の重なり具合は、クレーターの形成年代を推定する指標となる。地質学的な年代を経ると、様々な要因で光条は風化するからである。月のように大気が無い天体においては、降り注ぐ宇宙線や宇宙塵が光条のアルベドと下層の物質のアルベドを均一化する。特に宇宙塵は低アルベドのレゴリスを融解させガラスのようにする。溶岩や別のクレーターによって覆われることもある。

## 月の光条

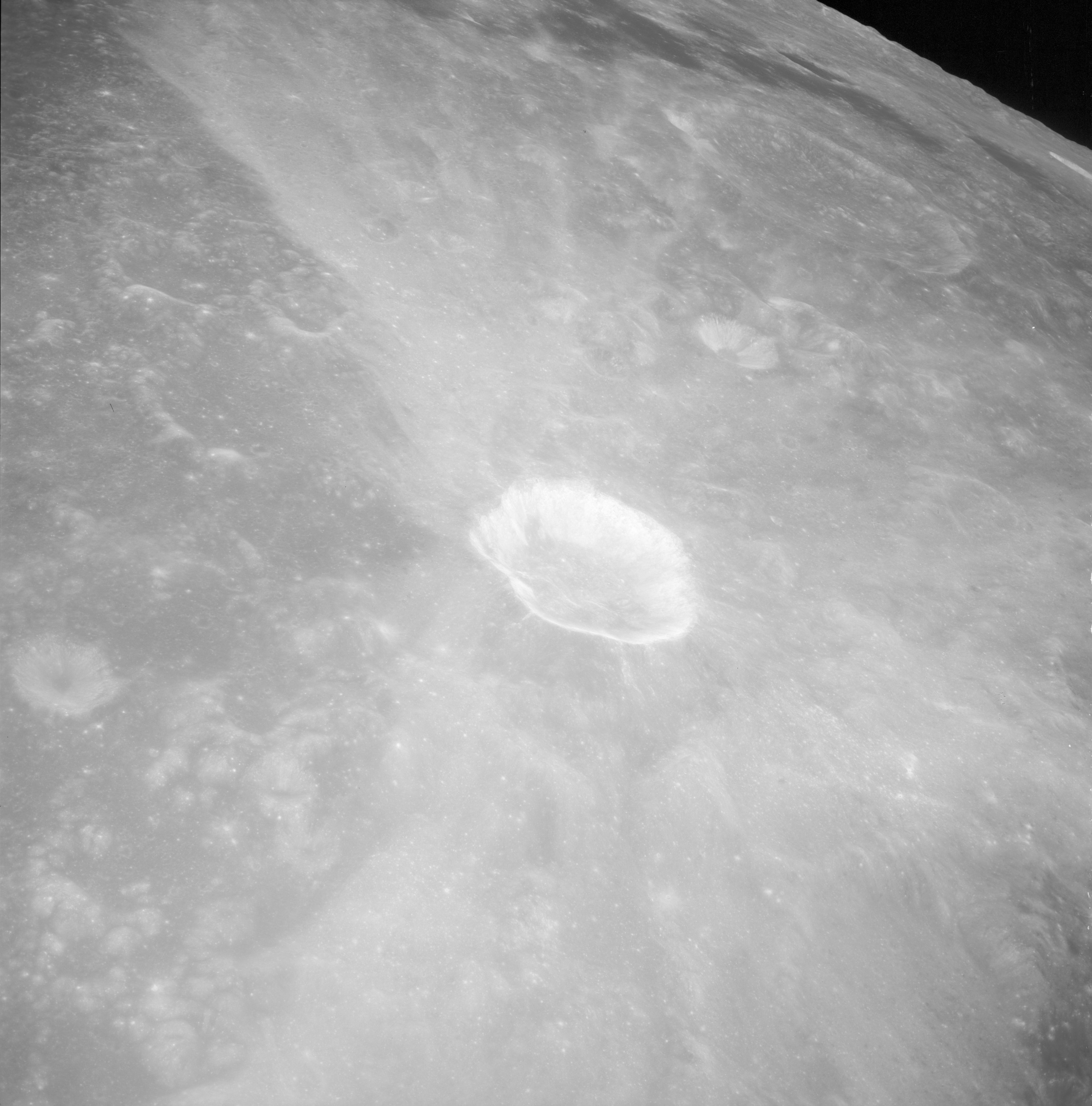
プロクルス・クレーター（危難の海）の対称的な光条。NASAによる写真。

月のクレーターの光条の成り立ちについては、古くから様々なことが考えられてきた。初期の仮説では、光条は海が蒸発して堆積した塩だとされた。その後、火山灰の堆積か塵の筋だと考えられるようになった。クレーターが隕石の衝突によって形成されると認められてからは、光条はその際の噴出物だとされた（ユージン・シューメーカーが1960年代に提唱）。
現在の知見では、比較的明るい光条が必ずしも新しいとは限らない、とされている。光条のアルベドは、クレーターの古さだけではなく酸化鉄（FeO）の含有率にも依存するからである。酸化鉄の含有率が少ないと、明るい物質ができる。つまり年代を決定するには物質の組成のことも考慮しなくてはならない。
月の表側にある多くのクレーター中で、目立つ光条を持つものとしてはアリスタルコス、コペルニクス、ケプラー、プロクルス、そしてティコが挙げられる。同様の光条はジョルダーノ・ブルーノやオーム (クレーター)など、月の裏側にも存在する。光条は外惑星の衛星群や水星においても発見されている。